# Margarita Alexejewna Tschernomyrdina
Margarita Alexejewna Tschernomyrdina (russisch Маргарита Алексеевна Черномырдина, wiss. Transliteration Margarita Alekseevna Černomyrdina, * 6. März 1996 in Moskau) ist eine russische Fußballspielerin. Sie steht derzeit bei ZSKA Moskau unter Vertrag und spielte 2014 erstmals für die russische Nationalmannschaft.

## Karriere

### Vereine
Margarita Tschernomyrdina begann ihre Karriere bei Tschertanowo Moskau. Ende 2018 wechselte sie zu ZSKA Moskau.

### Nationalmannschaft
Tschernomyrdina spielte zunächst für die russische U-17-Mannschaft und U-19-Mannschaft. Bei einem Spiel gegen die Slowakei am 21. August 2014 im Rahmen der Qualifikation zur Fußball-Weltmeisterschaft 2015 kam sie erstmals für die A-Nationalmannschaft zum Einsatz. Mit der Nationalmannschaft nahm sie am Algarve-Cup 2016 und 2017 teil. Bei der Fußball-Europameisterschaft der Frauen 2017 spielte sie in allen drei Gruppenspielen von Beginn an. Außerdem kam sie bei der Qualifikation zur Fußball-Europameisterschaft 2022 und der Qualifikation zur Fußball-Weltmeisterschaft 2023 zum Einsatz.